# Мартирос Кримеці
Мартиро́с Кримеці́ (вірм. Մարտիրոս Ղրիմեցի; * близько 1620, Кафа, тепер Феодосія,— † 1683) — вірменський поет та церковний діяч.
Походив з вірменської колонії в Криму. Навчався в Тохаті (Євдокії) та Єрусалимі. Був архімандритом, пізніше займав вищі церковні посади: очолював кримську єпархію (1661—1664), був константинопольським (1659—1660) та єрусалимським (1677—1680 та з 1681 до смерті) патріархом (вірмено-григоріанська церква).
Провадив велику патріотично-просвітницьку роботу в кримській вірменській колонії: устатковував церкви, власноруч переписував рукописи, багато займався викладанням.
Залишив чималу літературну спадщину, різноманітну в жанровому відношенні. Релігійні теми в його творчості поєднуються з громадянською лірикою: так, у створеному за біблійним зразком «Плачі пророка Єремії» Мартирос використовує відомі з єврейської історії епізоди вавилонського полону та зруйнування Єрусалиму як паралель до важкого становища вірмен у XVII столітті (аналогом полону виступає переселення вірмен шахом Аббасом I). Але, на відміну від старозавітного прототипу, де безнадія та скорбота повністю визначають настрій твору, у плачі вірменського автора досить виразно висловлено надію на звільнення народу. Більше того, тут відчутні мотиви протесту проти несправедливої долі, а деякі дослідники твору навіть вбачають у ньому богоборчі мотиви. Вважається, що в цьому плачі наявний вплив попередників Мартироса класичних вірменських поетів Шноралі та Фріка.
У вірші «Історія країни Кримської» (як і в деяких інших творах), написаному 1672 року, Мартирос Кримеці висловлює ідеї національної єдності, просвіти та звільнення.
Крім релігійної та громадянської лірики, Мартирос, попри свій духовний сан, звертався й до любовної. Як і інші зразки вірменської літератури тієї доби в цьому жанрі, твори Мартироса близькі до народної творчості.
Ще одним напрямком його літературної творчості були сатирічні вірші. Якщо перші зразки сатири у вірменській літературі (XVI століття) стосувалися переважно побутової тематики і фактично були ближчі до гумору, ніж до сатири, то Мартирос Кримеці одним із перших запроваджує соціальні мотиви. Особливо цікаві його сатиричні портрети духовних осіб, в яких він глузує з їхніх вад.
Релігійні, патріотичні та сатиричні поезії Мартироса зробили його одним із найвизначніших вірменських поетів XVII століття.